# Bill Guttridge
Bill Guttridge (Midlands Occidentales, 4 de marzo de 1931 – Walsall, 6 de abril de 2013) fue un jugador de fútbol profesional y entrenador inglés que jugaba en la demarcación de defensa.

## Biografía
Guttridge debutó como defensa para el Wolverhampton Wanderers, permaneciendo un total de tres temporadas en el club, con el que llegó a ganar la Football League First Division en la temporada 1953/1954. Posteriormente fue fichado por el Walsall, equipo en el que se retiró en 1962 tras ocho temporadas en el club.
Tras retirarse como jugador trabajó como entrenador del filial del Walsall. Posteriormente también entrenó al Darlaston y al Macclesfield Town.

## Muerte
Guttridge falleció el 6 de abril de 2013, a la edad de 82 años en el hospital de Walsall.

## Clubes
| Club                       | País       | Año         |
| -------------------------- | ---------- | ----------- |
| Wolverhampton Wanderers FC | Inglaterra | 1951 - 1954 |
| Walsall FC                 | Inglaterra | 1954 - 1962 |

## Palmarés
- Football League First Division - 1953/1954 - Wolverhampton Wanderers FC